# Echemus chebanus
Echemus chebanus är en spindelart som först beskrevs av Tamerlan Thorell 1897. Echemus chebanus ingår i släktet Echemus och familjen plattbuksspindlar.
Artens utbredningsområde är Myanmar. Inga underarter finns listade i Catalogue of Life.